# Съртис
Съртис Рейсинг Организейшън (на английски – (Surtees Racing Organisation) е отбор от Формула 1, основан е от пилота Джон Съртис през 1970 година.
Най-голям успех постига през 1971 година, когато пилота Майк Хейлууд завършва на второ място в Голямата награда на Италия.